# 인텔 틱톡
틱-톡(Tick-Tock) 모델은 반도체 제조회사인 인텔이 매 2년마다 프로세서의 마이크로아키텍처의 쇄신과 반도체 공정의 미세화를 각각 번갈아 바꾼다는 전략이다. 매 틱에서는 이전 마이크로아키텍처의 공정기술을 미세화하고 매 톡에서는 새로운 마이크로아키텍처를 선보인다. 따라서 매해 새로운 아키텍처를 기반으로 하는 프로세서이건 아니면 공정기술을 미세화한 프로세서이건 새로운 프로세서가 발표된다. 시계추가 왔다갔다 할 때의 똑딱 똑딱 소리와 동일한 영어 표현이다. 마이크로아키텍처를 변경하는 것과 공정기술의 미세화를 동시에 하지 않고 다르게 함으로써 프로세서 업계에서 생길 수 있는 위험을 최소화하겠다는 것이다.
2016년 2월 12일, 인텔이 틱-톡 전략을 폐기하고, 프로세스-아키텍처-최적화(Process-Architecture-Optimization) 계획을 발표하였다.

## 로드맵
| 변화              | 공정   | 마이크로아키텍처 | 코드네임                  | 공개일                | 프로세서                                | 프로세서                                | 프로세서           | 프로세서                | 프로세서           | 프로세서                                           |
| 변화              | 공정   | 마이크로아키텍처 | 코드네임                  | 공개일                | 8P/4P 서버                              | 4P/2P 서버/WS                           | 1P 제논            | 하이엔드/WS             | 데스크톱           | 모바일                                             |
| ----------------- | ------ | ---------------- | ------------------------- | --------------------- | --------------------------------------- | --------------------------------------- | ------------------ | ----------------------- | ------------------ | -------------------------------------------------- |
| 틱                | 65 nm  | P6 넷버스트      | 프레슬러 시더밀 요나      | 1995-11-01 2000-11-20 |                                         |                                         |                    | 프레슬러                | 시더밀             | 요나                                               |
| 톡                | 65 nm  | 코어             | 메롬                      | 2006-07-27            | 타이거톤                                | 우드크레스트 클로버타운                 |                    | 켄츠필드                | 콘로               | 메롬                                               |
| 틱                | 45 nm  | 코어             | 펜린                      | 2007-11-11            | 더닝턴                                  | 하퍼타운                                |                    | 요크필드                | 울프데일           | 펜린                                               |
| 톡                | 45 nm  | 네할렘           | 네할렘                    | 2008-11-17            | 벡톤                                    | 게인스타운                              | 린필드             | 블룸필드                | 린필드             | 클락스필드                                         |
| 틱                | 32 nm  | 네할렘           | 웨스트미어                | 2010-01-04            | 웨스트미어-EX                           | 웨스트미어-EP                           |                    | 걸프타운                | 클락데일           | 애런데일                                           |
| 톡                | 32 nm  | 샌디브리지       | 샌디브리지                | 2011-01-09            | (건너뜀)                                | 샌디브리지-EP                           | 샌디브리지         | 샌디브리지-E            | 샌디브리지         | 샌디브리지-M                                       |
| 틱                | 22 nm  | 샌디브리지       | 아이비브리지              | 2012-04-29            | 아이비브리지-EX                         | 아이비브리지-EP                         | 아이비브리지       | 아이비브리지-E          | 아이비브리지       | 아이비브리지-M                                     |
| 톡                | 22 nm  | 하스웰           | 하스웰                    | 2013-06-02            | 하스웰-EX                               | 하스웰-EP                               | 하스웰-DT          | 하스웰-E                | 하스웰-DT          | 하스웰-MB 하스웰-LP                                |
| 리프레시          | 22 nm  | 하스웰           | 데빌스캐년                | 2014-05-11 2014-06-02 | 미출시                                  | 미출시                                  | 미출시             | 미출시                  | 데빌스캐년         | 미출시                                             |
| 틱                | 14 nm  | 하스웰           | 브로드웰                  | 2014-09-05            | 브로드웰-EX                             | 브로드웰-EP                             | 브로드웰-DT        | 브로드웰-E              | 브로드웰-DT        | 브로드웰-H 브로드웰-U 브로드웰-Y                   |
| 톡                | 14 nm  | 스카이레이크     | 스카이레이크              | 2015-08-05            | 스카이레이크-SP                         | 스카이레이크-SP                         | 스카이레이크-DT/H  | 스카이레이크-X          | 스카이레이크       | 스카이레이크-H 스카이레이크-U 스카이레이크-Y       |
| 최적화            | 14 nm  | 스카이레이크     | 카비레이크                | 2017-01-03            | 1P 서버만 출시                          | 1P 서버만 출시                          | 카비레이크-DT/H    | 카비레이크-X            | 카비레이크         |                                                    |
| 최적화            | 14 nm  | 스카이레이크     | 카비레이크 R              | 2017-08-21            | 미출시                                  | 미출시                                  | 미출시             | 미출시                  | 미출시             | 카비레이크 R                                       |
| 최적화            | 14 nm  | 스카이레이크     | 커피레이크                | 2017-10-05            | 캐스케이드 레이크-SP 쿠퍼 레이크 (19Q3) | 캐스케이드 레이크-SP 쿠퍼 레이크 (19Q3) | 커피레이크-DT/H    | 스카이레이크-X 리프레시 | 커피레이크         | 커피레이크-H 커피레이크-U                          |
| 최적화            | 14 nm  | 스카이레이크     | 위스키 레이크 앰버 레이크 | 2018-08-28            | 모바일 버전만 출시                      | 모바일 버전만 출시                      | 모바일 버전만 출시 | 모바일 버전만 출시      | 모바일 버전만 출시 | 위스키 레이크-U 앰버 레이크-Y                      |
| 최적화            | 14 nm  | 스카이레이크     | 코멧 레이크               | 2019-08-21            | 서버 버전 미출시                        | 서버 버전 미출시                        | 서버 버전 미출시   | 서버 버전 미출시        | 코멧 레이크-S      | 코멧 레이크-U 앰버 레이크-Y                        |
| 최적화            | 14 nm  | 사이프러스 코브  | 로켓 레이크               | 2021-03-30            | 서버 버전 미출시                        | 서버 버전 미출시                        | 서버 버전 미출시   | 서버 버전 미출시        | 로켓 레이크-S      | 없음                                               |
| 미세화            | 10 nm  | 팜 코브          | 캐논레이크                | 2018-05-16            | 모바일 버전만 출시                      | 모바일 버전만 출시                      | 모바일 버전만 출시 | 모바일 버전만 출시      | 모바일 버전만 출시 | 캐논레이크-U                                       |
| 미세화 / 아키텍처 | 10 nm  | 서니 코브        | 아이스레이크              | 2019-08-01            | 아이스레이크-SP (21H1)                  | 아이스레이크-SP (21H1)                  | 없음               | 없음                    | 없음               | 아이스레이크-U 아이스레이크-Y                      |
| 최적화            | 10 nm  | 윌로우 코브      | 타이거레이크              | 2020-09-02            | 모바일 버전만 출시                      | 모바일 버전만 출시                      | 모바일 버전만 출시 | 모바일 버전만 출시      | 모바일 버전만 출시 | 타이거레이크-H35 타이거레이크-UP3 타이거레이크-UP4 |
| 최적화            | 인텔 7 | 골든 코브        | 앨더 레이크               | 2021-11-04            | 미출시                                  | 미출시                                  | 미출시             | 미출시                  | 앨더 레이크-S      | 앨더 레이크-H 앨더 레이크-P 앨더 레이크-U          |
| 최적화            | 인텔 7 | 골든 코브        | 사파이어 레피드           | 2022                  | 사파이어 레피드-SP                      | 사파이어 레피드-SP                      | TBA                | TBA                     | 서버 / WS만 출시   | 서버 / WS만 출시                                   |
| 최적화            | 인텔 7 | TBA              | 랩터 레이크               | 2022                  |                                         |                                         |                    |                         |                    |                                                    |
| 최적화            | 인텔 7 | TBA              | 에메랄드 레이크           | 2023                  |                                         |                                         |                    |                         |                    |                                                    |
| 틱                | 인텔 4 | TBA              | 메테오 레이크             | 2023                  |                                         |                                         |                    |                         |                    |                                                    |
| 틱                | 인텔 3 | TBA              | 그라나이트 레피드         | 2024                  |                                         |                                         |                    |                         |                    |                                                    |

## 아톰 로드맵
| 아톰 로드맵   | 아톰 로드맵 | 아톰 로드맵      | 아톰 로드맵   | 아톰 로드맵      | 아톰 로드맵  | 아톰 로드맵   | 아톰 로드맵   | 아톰 로드맵   | 아톰 로드맵   |
|               | 공정        | 마이크로아키텍처 | 공개일        | 프로세서/SoC     | 프로세서/SoC | 프로세서/SoC  | 프로세서/SoC  | 프로세서/SoC  | 프로세서/SoC  |
| MID, 스마트폰 | 공정        | 마이크로아키텍처 | 공개일        | 태블릿           | 넷탑, 넷북   | 임베디드      | 서버          | CE            |               |
| ------------- | ----------- | ---------------- | ------------- | ---------------- | ------------ | ------------- | ------------- | ------------- | ------------- |
| 틱            | 45 nm       | 본넬             | 2008년        | 실버스론         | N/A          | 다이아몬드빌  | 터널 크리크   | N/A           | 소다빌        |
| 톡            | 45 nm       | 본넬             | 2010년        | 린크로프트       | 린크로프트   | 파인뷰        | 터널 크리크   | N/A           | 그로브랜드    |
| 틱            | 32 nm       | 솔트웰           | 2011년 2012년 | 펜월             | 클로버뷰     | 시더뷰        | ?             | 센터톤        | 베리빌        |
| 틱            | 22 nm       | 실버몬트         | 2013년        | 탕헤르           | 밸리뷰       | 밸리뷰        | 랭글리        | 아보톤        | 알려지지 않음 |
| 틱            | 14 nm       | 에어몬트         | 2014년 2015년 | 애니데일 (22 nm) | 체리뷰       | 브라스웰      | 알려지지 않음 | 덴버톤        | 알려지지 않음 |
| 톡            | 14 nm       | 골드몬트         | 2016년        | 브록스톤         | 브록스톤     | 알려지지 않음 | 알려지지 않음 | 알려지지 않음 | 알려지지 않음 |

## 같이 보기
- 인텔 마이크로프로세서 목록
- 넷버스트 마이크로아키텍처
- 코어 마이크로아키텍처
- 네할렘 마이크로아키텍처
- 마이크로아키텍처